# Margalef
Margalef è un comune spagnolo situato nella comunità autonoma della Catalogna.

## Sito d'arrampicata

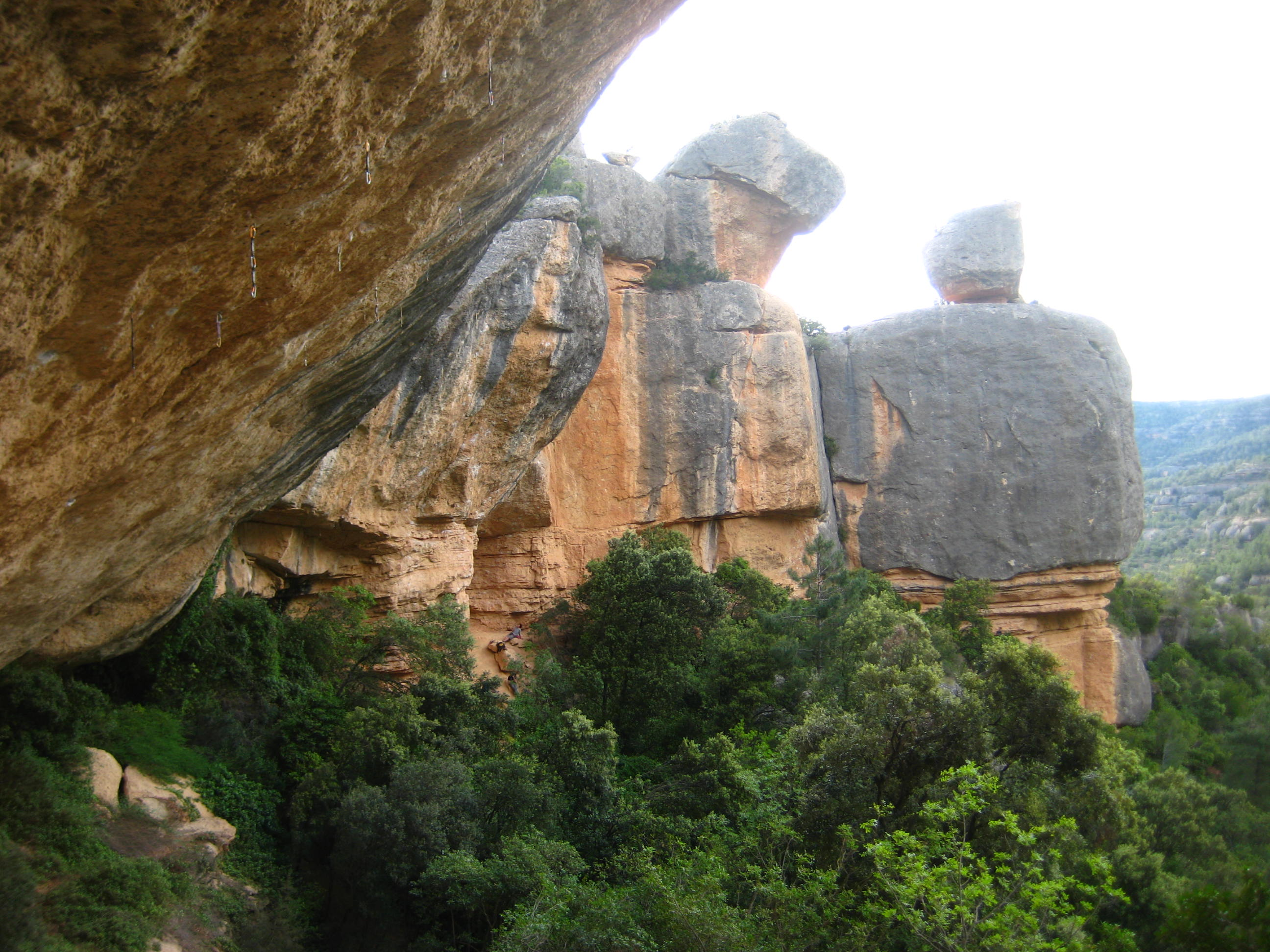
Alcune pareti d'arrampicata di Margalef

Vicino al paese si trova un importante sito d'arrampicata composto da una trentina di settori che offrono più di 500 vie. La maggior parte delle vie sono state attrezzate da Jordi Pou, gestore del rifugio locale. La roccia è un  conglomerato. Le vie più difficili sono state aperte e liberate da Chris Sharma o suoi progetti liberati da altri, come Perfecto Mundo.

### Le vie
Le vie più difficili:
- 9b+:
  - Perfecto Mundo - 9 maggio 2018 Alexander Megos[1]
- 9b/5.15b:
  - First Round First Minute - 19 aprile 2011 - Chris Sharma[2]
- 9a+/5.15a:
  - First ley - febbraio 2010 - Chris Sharma[3]
  - Demencia senil - 20 febbraio 2009 - Chris Sharma[4]
- 9a/5.14d:
  - Samfaina - luglio 2010 - Chris Sharma[5]
  - Era Vella - maggio 2010 - Chris Sharma[6]
  - Victimas Perez - 26 ottobre 2008 - Ramón Julián Puigblanque
  - Victima perfecta - aprile 2008 - Chris Sharma[7]
  - Gancho Perfecto - aprile 2008 - Chris Sharma[8]